# Rogelio Pérez Vicario
Rogelio Pérez Vicario (i no Cicario, com a figura en algunes publicacions) (Lerma, Burgos, 1879 - Barcelona, 7 de maig de 1924) va ser botxí titular de les Audiències de Barcelona i València.

## Biografia
Era infermer de l'hospital de Lerma, la seva localitat natal, i el 1913 va sol·licitar a la Sala de govern de l'Audiència la plaça d'executor de la justícia, vacant a la mort del seu predecessor, el conegut Nicomedes Méndez López. Fou assassinat el 1924 per anarquistes poc després de l'execució dels responsables a l'atracament a la Caixa d'Estalvis de Terrassa en l'execució dels quals també va participar Gregorio Mayoral Sendino. Després de la seva mort, el govern ordena la detenció de tots els comitès confederals i anarquistes, i foren clausurats els sindicats i suprimida Solidaritat Obrera. La CNT es veié obligada a refugiar-se a la clandestinitat.
La seva primera execució, el 17 de maig de 1922, va ser la d'Antoni Farré i Àngels Ballester, acusats d'assassinar un empresari a Sabadell. Hi va assistir el pintor i escriptor José Gutiérrez Solana que va descriure la inexperiència del botxí en no matar els reus de forma polida, i la seva posterior justificació davant el públic. Solana descriu com Pérez va arribar a afirmar que abans de seguir en aquest ofici preferia demanar almoina pels carrers o morir-se de gana en un racó. Després de l'execució, Rogelio Pérez va haver de sol·licitar a l'Audiència provincial que la policia el protegís dels seus veïns.
Pérez Vicario no va ser mai un home particularment competent. Aquest sabater i ex infermer, home de caràcter afable, es va ficar a botxí confiant no haver de complir mai amb el seu treball. Les seves execucions van ser sempre molt destraleres. Era proverbial la por i l'escassa enteresa amb què manejava el garrot. Quant a les reaccions que suscitava el seu ofici entre el veïnat, cal dir que la seva casa i la seva família va ser objecte d'atacs furibunds fins que se li va donar protecció policial les vint-i-quatre hores. No fou prou per evitar-ne la mort a mans d'anarquistes, en venjança pels companys executats en l'assalt de Terrassa. Tenia 54 anys.

## Alguns dels reus executats per Rogelio Pérez
- Antoni Farré (Lleida, 17 de maig de 1922)[5]
- Àngels Ballester (Lleida, 17 de maig de 1922)[5]
- assistent en l'execució de Pascual Aguirre (Terrassa, 23 de setembre de 1923)[6]
- assistent en l'execució de Jesús Salete el Nano (Terrassa, 23 de setembre de 1923)[6][7]